# Saneczkarstwo na Zimowych Igrzyskach Olimpijskich 2006 – dwójki mężczyzn
Saneczkarskie dwójki mężczyzn na Zimowych Igrzyskach Olimpijskich 2006 odbyły się 15 lutego na Cesana Pariol. Rozegrane zostały dwa ślizgi.

## Wyniki
| Miejsce | Zawodnicy                                 | Państwo           | 1. ślizg | 2. ślizg | Łączny czas |
| ------- | ----------------------------------------- | ----------------- | -------- | -------- | ----------- |
| 01 !    | Andreas Linger Wolfgang Linger            | Austria           | 47.028   | 47.469   | 1:34.497    |
| 02 !    | André Florschütz Torsten Wustlich         | Niemcy            | 47.141   | 47.666   | 1:34.807    |
| 03 !    | Gerhard Plankensteiner Oswald Haselrieder | Włochy            | 47.236   | 47.694   | 1:34.930    |
| 4.      | Markus Schiegl Tobias Schiegl             | Austria           | 47.108   | 47.843   | 1:34.951    |
| 5.      | Patrick Gruber Christian Oberstolz        | Włochy            | 47.620   | 47.336   | 1:34.956    |
| 6.      | Patric Leitner Alexander Resch            | Niemcy            | 47.198   | 47.762   | 1:34.960    |
| 7.      | Andris Šics Juris Šics                    | Łotwa             | 47.353   | 47.761   | 1:35.114    |
| 8.      | Preston Griffall Dan Joye                 | Stany Zjednoczone | 47.722   | 47.688   | 1:35.410    |
| 9.      | Chris Moffat Mike Moffat                  | Kanada            | 47.715   | 47.826   | 1:35.541    |
| 10      | Grant Albrecht Eric Pothier               | Kanada            | 47.478   | 48.083   | 1:35.561    |
| 11      | Michaił Kuzmicz Jurij Wiesiełow           | Rosja             | 47.556   | 48.094   | 1:35.650    |
| 12      | Goro Hayashibe Masaki Toshiro             | Japonia           | 48.067   | 47.793   | 1:35.860    |
| 13      | Ľubomír Mick Walter Marx                  | Słowacja          | 48.412   | 47.857   | 1:36.269    |
| 14      | Andrij Kiś Jurij Hajduk                   | Ukraina           | 48.850   | 48.327   | 1:37.177    |
| 15      | Eugen Radu Marian Lăzărescu               | Rumunia           | 49.526   | 48.357   | 1:37.883    |
| 16      | Antonín Brož Lukáš Brož                   | Czechy            | 49.415   | 48.697   | 1:38.112    |
| 17      | Marcin Piekarski Krzysztof Lipiński       | Polska            | 49.829   | 48.616   | 1:38.445    |
| 18      | Cosmin Chetroiu Ionuț Țăran               | Rumunia           | 48.625   | 50.968   | 1:39.593    |
| -       | Ołeh Żerbeckij Roman Jazwinskij           | Ukraina           | 50.897   | DNS      | -           |
| -       | Mark Grimmette Brian Martin               | Stany Zjednoczone | DNF      | -        | -           |
| -       | Władimir Bojcow Dmitrij Chamkin           | Rosja             | DNF      | -        | -           |